# قناة الجنوبية
قناة الجنوبية هي قناة تلفزيونية خاصة تونسية.

## البرامج
لقناة الجنوبية العديد من البرامج :
- خوذ و هات
- الكلمة ليك
- براعم جنة
- ناس ناس الليل
- لو كنت رئيس
- كواليس الحدث
- دين و دنيا
- يصير على الحي

## روابط خارجية
- الموقع الرسمي لقناة الجنوبية